# Фарр (Техас)
Фарр (англ. Pharr) — город в США в округе Хидалго штата Техас.
По данным переписи 2020 года, население города составляло 79 715 человек, а в 2022 году предполагаемое население составляло 80 187 человек. Фарр соединён мостом с мексиканским городом Рейноса в штате Тамаулипас. Фарр является частью агломераций Мак-Аллен — Эдинбург — Мишн и Рейноса — Мак-Аллен.

## История
Сообщество было названо в честь плантатора сахарного тростника Генри Ньютона Фарра (1872—1966).

## Демография
| Год переписи                                  | Нас.  |  | %±     |
| --------------------------------------------- | ----- |  | ------ |
| 1920                                          | 1565  |  | —      |
| 1930                                          | 3225  |  | 106,1% |
| 1940                                          | 4784  |  | 48,3%  |
| 1950                                          | 8690  |  | 81,6%  |
| 1960                                          | 14106 |  | 62,3%  |
| 1970                                          | 15829 |  | 12,2%  |
| 1980                                          | 21381 |  | 35,1%  |
| 1990                                          | 32921 |  | 54%    |
| 2000                                          | 46660 |  | 41,7%  |
| 2010                                          | 70400 |  | 50,9%  |
| 2020                                          | 79715 |  | 13,2%  |
| 1920–2020 Десятилетние переписи населения США |       |  |        |

По данным переписи 2000 года, в городе проживало 46 660 человек, 12 798 домохозяйств и 10 878 семей. Плотность населения составляла 2 240,2 человек/кв. милю (864,9/км²). 16 537 единиц жилья в среднем составляли 794,0/кв. милю (306,5/км²). Расовый состав города был следующим: 79,46% белых, 0,24% афроамериканцев, 0,72% коренных американцев, 0,23% азиатов, 17,32% представителей других рас и 2,04% представителей двух или более рас. Около 90,62% населения были испаноязычными или латиноамериканцами любой расы.